# Nemoura parafulva
Nemoura parafulva är en bäcksländeart som beskrevs av Zhiltzova 1981. Nemoura parafulva ingår i släktet Nemoura och familjen kryssbäcksländor. Inga underarter finns listade i Catalogue of Life.